# Michèle Roberts
Michèle Brigitte Roberts (geboren 20. Mai 1949 in Bushey, Hertfordshire) ist eine britische  Schriftstellerin.

## Leben
Michèle Roberts ist die Tochter eines Briten und einer Französin und wuchs in Edgware, Middlesex auf. Sie besuchte eine katholische Klosterschule und studierte Englisch am Somerville College der Oxford University. Am University College London machte sie eine Ausbildung zur Bibliothekarin. Mit dem British Council war sie 1973/74 in Bangkok.
Seit den 1970er Jahren ist Roberts in der Frauenbewegung aktiv. Mit Sara Maitland, Michelene Wandor und Zoe Fairbairns bildete sie ein sozialistisches Schreibkollektiv.
Sie arbeitete von 1975 bis 1977 für das feministische Magazin Spare Rib und von 1981 bis 1983 für das freie Stadtmagazin City Limits. Ihr erster Roman A Piece of the Night erschien  1978. Der Roman Daughters of the House stand 1992 auf der Shortlist des Booker Prize und erhielt 1993 den WH Smith Literary Award. Ihre 2010 erschienene Autobiographie Paper Houses gibt auch Aufschluss über ihr Schreiben.
Roberts lehrte Kreatives Schreiben an der University of East Anglia. Sie war mehrfach Gastdozent an der Nottingham Trent University. 1999 wurde sie zum Fellow der Royal Society of Literature gewählt. Sie wurde zum Chevalier de l’Ordre des Arts et des Lettres ernannt, eine Aufnahme in den Order of the British Empire (OBE) lehnte sie als „Republikanerin“ ab.

## Werke (Auswahl)

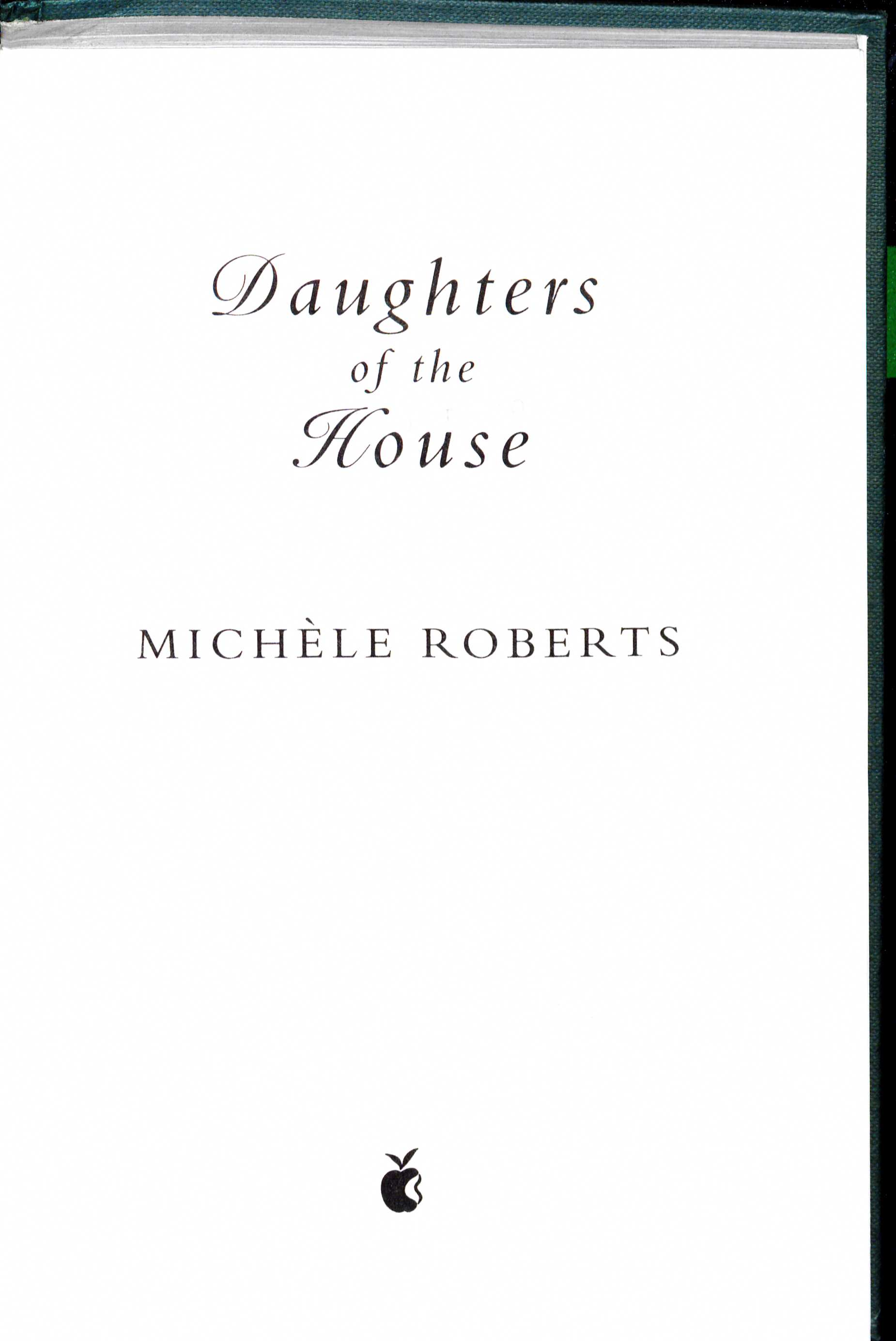
Daughters of the House (Virago, 1992)

- A Piece of the Night. Women’s Press, London 1978. Autobiographisch.
- The Visitation. Women’s Press, London 1978.
- mit Michelene Wandor; Judith Kazantzis: Touch Papers: Three Women Poets. Allison and Busby, 1982.
- The Wild Girl. London : Methuen, 1984. Auch unter den Titel The Secret Gospel of Mary Magdalene.
  - Die Freundin des Herrn : Roman. Übersetzung Sieglinde Körnstke. Droemersche Verlagsanstalt Knaur, München 1986, ISBN 978-3-426-08055-9.
- The Mirror of the Mother. Lyrik. Methuen, London 1986.
- The Book of Mrs Noah. Methuen, London 1987.
- The Journeyman. Theaterstück, aufgeführt 1988.
- Food, Sex & God: on Inspiration and Writing. Essays. Virago Press, London 1988.
- In the Red Kitchen. Methuen, London 1990.
- Psyche and the Hurricane. Lyrik. Methuen, London 1991.
- Your Shoes. Kurzgeschichten. 1991
- Daughters of the House. Virago, London 1992.
- During Mother's Absence. Virago, London 1992.
- During Mother's Absence. Kurzgeschichten. Virago, London 1993.
- Flesh & Blood. Virago, London 1994.
- All the Selves I Was. Lyrik. Virago, London 1995.
- mit Sara Dunn; Blake Morrison: Mind Readings: Writers' Journeys Through Mental States. Minerva, 1996.
- Impossible Saints. Hopewell. Ecco Press, London 1998.
- Fair Exchange. Little, Brown, London 1999. Erzählung über Mary Wollstonecraft und  William Wordsworth.
- The Looking Glass. Little, Brown, London 2000. Über Stéphane Mallarmé.
- Playing Sardines. Kurzgeschichten. Virago, London 2001.
- The Mistressclass. Little, Brown, London 2002.
- Reader, I Married Him. Little, Brown, London 2006.
- Paper Houses: A Memoir of the 70s and Beyond. Virago, London 2007, ISBN 978-1-84408-407-4
- Mud: Stories of Sex and Love. Kurzgeschichten. Virago, London 2010.
- Ignorance. Bloomsbury Publishing, London 2012.
- The Walworth Beauty. Bloomsbury Publishing, London 2017[1]